# Pietro Tacca
Pietro Tacca (Carrara, 16 de setembre del 1577 – Florència, 26 d'octubre del 1640) fou un escultor italià, el màxim representant a la Toscana del període barroc. Fou el principal alumne i seguidor de Giambologna. Tacca començà en un estil manierista i treballà l'estil barroc en la seva maduresa.

## Biografia
Nascut a Carrara (Toscana), amb quinze anys entrà al taller de Giambologna (1592), l'escultor florentí més important d'aquella època, i es convertí en el seu primer ajudant. Quan va morir el mestre l'any 1608, Tacca heretà l'estudi, i un any més tard també el substituí en el lloc d'escultor dels Mèdici, grans ducs de Toscana.
Acabà obres de Giambologna, començant pel monument eqüestre en bronze de Ferran I de Toscana i a la plaça de la Santíssima Anunciada de Florència, un projecte en el qual havia participat en totes les etapes, des dels models de terracota fins al procés d'eleboració material la tardor del 1602 i l'acabat cap al 1608.

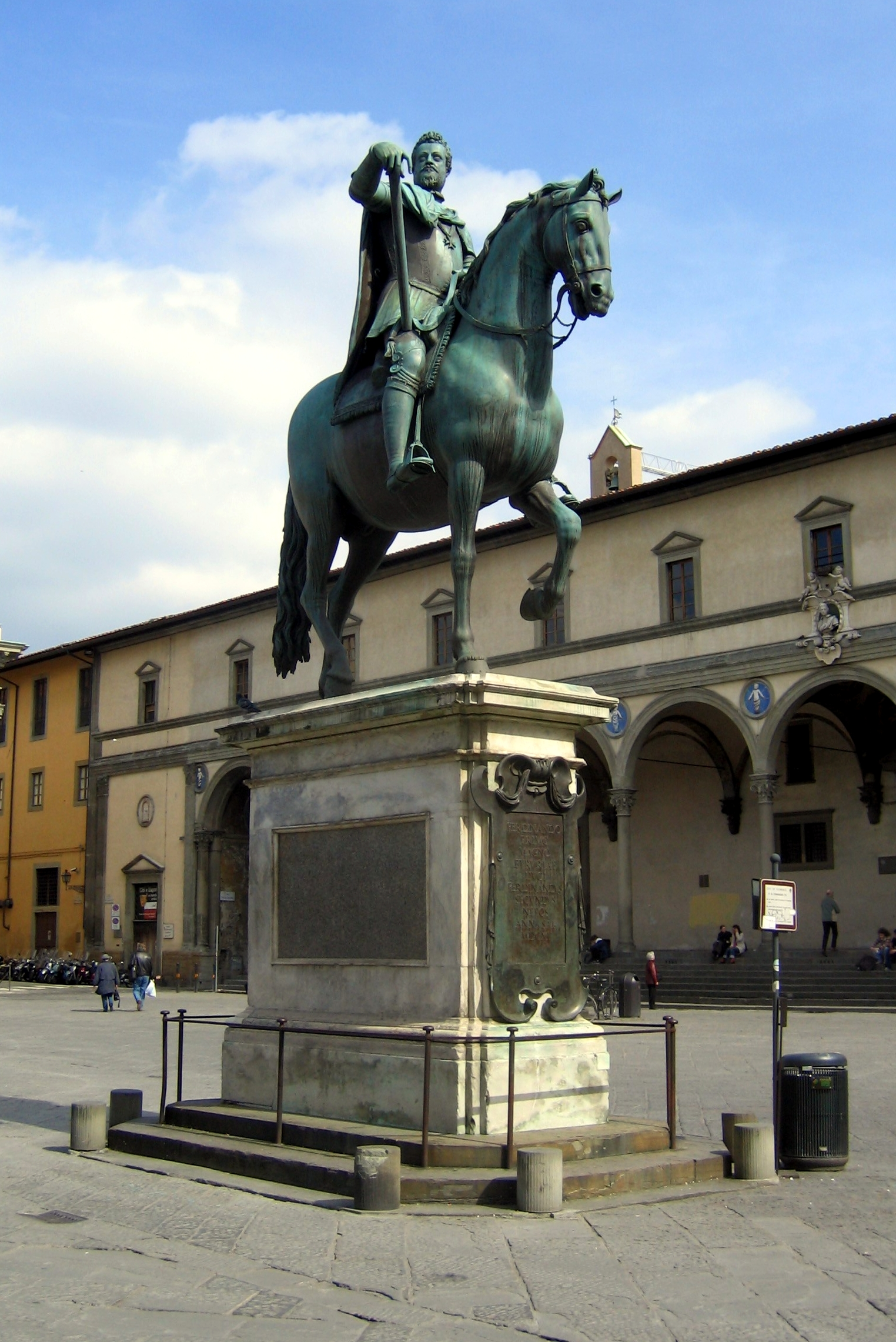
Bronze eqüestre de Giambologna, retrat de Ferran I de Mèdici, Gran Duc de Toscana, per la plaça de la Santíssima Anunciada, acabada pel seu ajudant, Pietro Tacca.

Com el seu mestre, va aprofitar plenament la moda entre els afeccionats de reduccions a mida d'una taula de les millors escultures de bronze. Lluís XIV de França posseïa bronzes giambolognesos d'Hèracles i el Senglar d'Erimant  Arxivat 2005-04-26 a Wayback Machine., i Hèracles i la Cérvola de Cerínia  Arxivat 2005-04-21 a Wayback Machine. (avui al museu del Louvre) que actualment s'atribueixen a Tacca, i que daten dels anys 1620.  Arxivat 2007-09-28 a Wayback Machine..
Inspirant-se en una famosa còpia en marbre d'un senglar hel·lenístic (Il Cinghiale) a la col·lecció ducal dels Uffizi, Tacca emprengué la tasca de superar-lo, i el resultat és el «Porcellino» (1612) del Mercato Nuovo, Florència, reemplaçat per una còpia  Arxivat 2006-04-27 a Wayback Machine., havent resguardat l'original.
Entre el 1620 i el 1623 executà el que es considera la seva obra mestra: els Quattro mori (Quatre moros o Quatre esclaus), encadenats a la base del monument a Ferran III de Toscana, obra de Baccio Bandinelli, a la Piazza della Darsena de Liorna. Reproduccions en bronze d'aquestes figures se seguiren fabricant pels aficionats de l'art en el segle xviii.
Dues fonts de bronze, destinades en principi a Liorna (cap al 1629), encara amb el seu estil deutor de l'obra d'orfebreria del manierisme flamenc per les seves màscares grotesques i la textura dura i rugosa, es col·locaren al final de la plaça de la Santíssima Anunciada, de Florència. Per l'estàtua eqüestre de Giambologna de Cosme de Mèdici a la plaça de la Senyoria, Tacca contribuí amb els panells en baix relleu de la base.
A París, per encàrrec de Maria de Mèdici acabà l'estàtua eqüestre que havia iniciat Giambologna d'Enric IV de França (inaugurada el 23 d'agost del 1613), que estava al centre del Pont Nou però fou destruïda el 1792 durant la Revolució Francesa, i fou reemplaçada més tard amb l'escultura actual, durant la Restauració.
Tacca executà el bronze eqüestre de Giambologna de Felip III de Castella (1616) per Madrid, que en el segle xix es traslladà a la Plaça Major.
El seu últim i laboriós treball fou el grandiós monument eqüestre a Felip IV de Castella. El començà el 1634 i fou enviat a Madrid el 1640. Aquest monument és la primera estàtua eqüestre amb el cavall erigit i aguantant-se sobre les potes del darrere. L'escultura, dalt de tot d'una complicada composició, forma la peça central de la façana del Palau Reial de Madrid. La desafiant estabilitat de l'estàtua fou calculada per Galileo Galilei: el cavall s'aixeca, i tot el pes de l'escultura recau sobre les dues potes del darrere —i, discretament, a la cua— una proesa que mai s'havia intentat abans en una figura d'escala heroica, amb la qual Leonardo da Vinci havia somiat.
Tacca morí l'any 1640. Ara està sepultat a la basílica de la Santíssima Anunciada de Florència.
El seu fill, Ferdinando Tacca, el va ajudar al taller; l'inventari (1687) posterior a la seva mort inclou estàtues que són sens dubte de Pietro Tacca  Arxivat 2007-09-28 a Wayback Machine.. Del taller se'n va fer càrrec Giovanni Battista Foggini quan va morir Fernando Tacca.

## Galeria

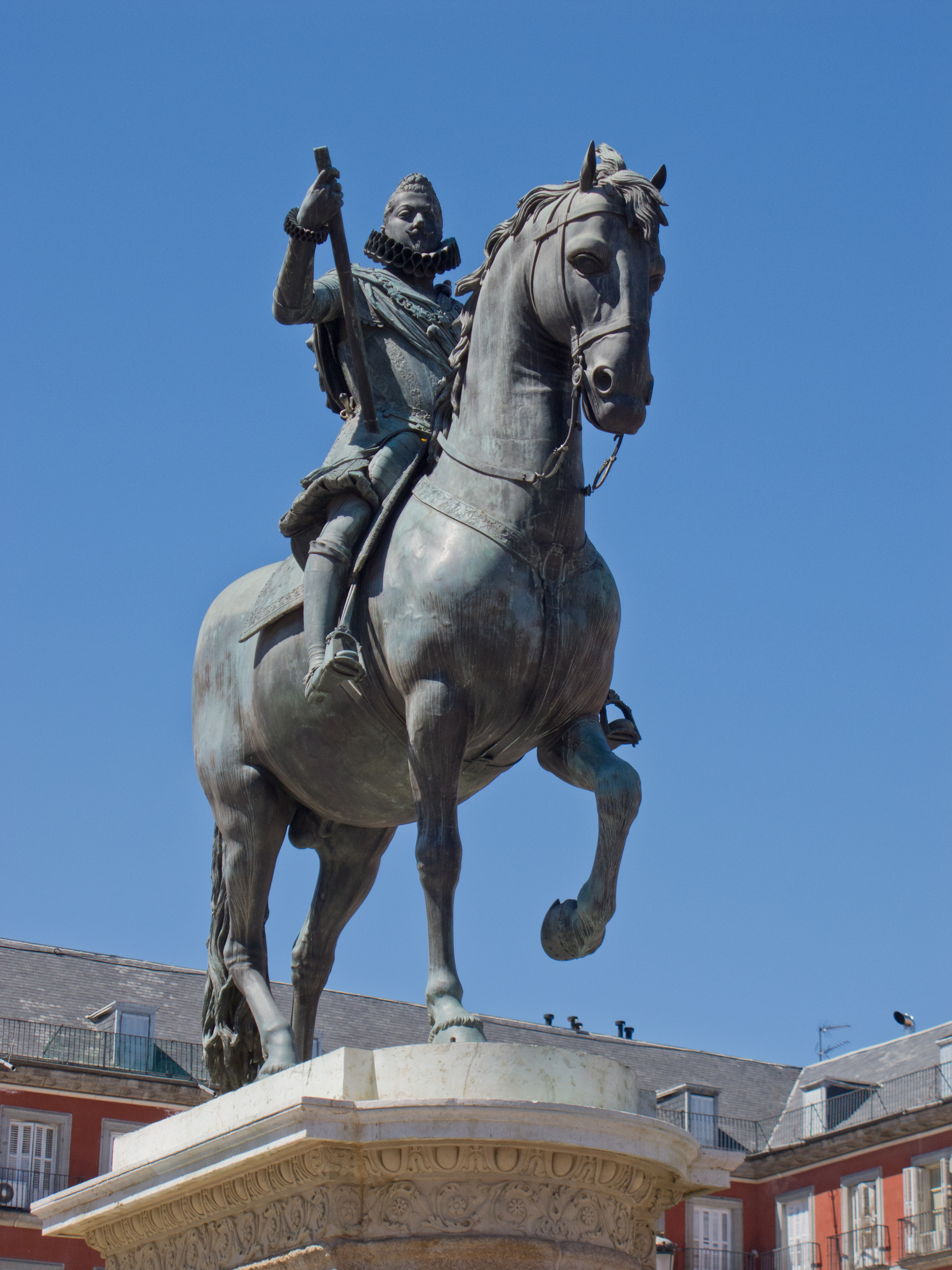
Monument a Felip II d'Aragó a la Plaça Major de Madrid, 1616.
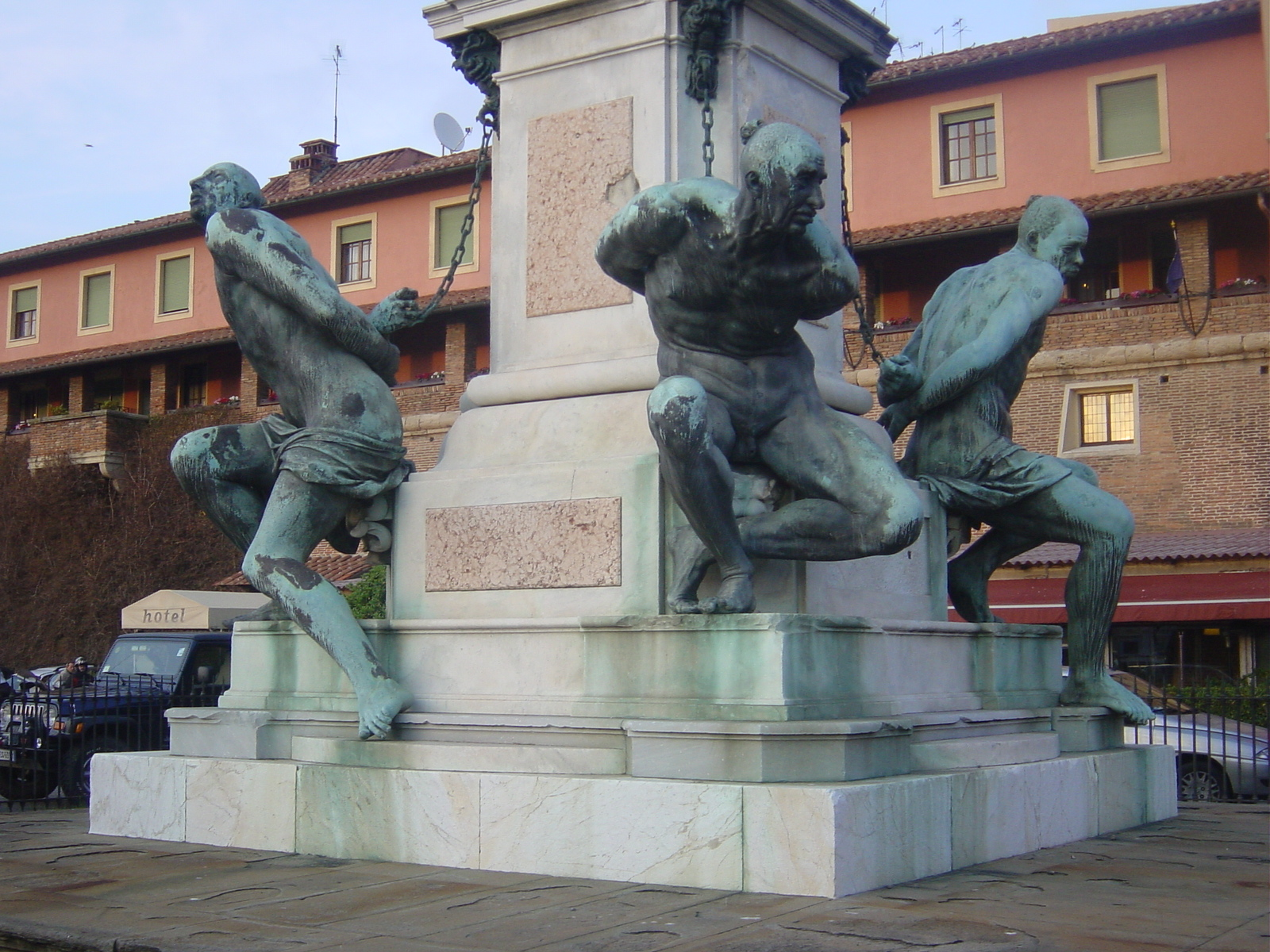
Esclaus a la base del monument Quattro Mori, Liorna, 1626.
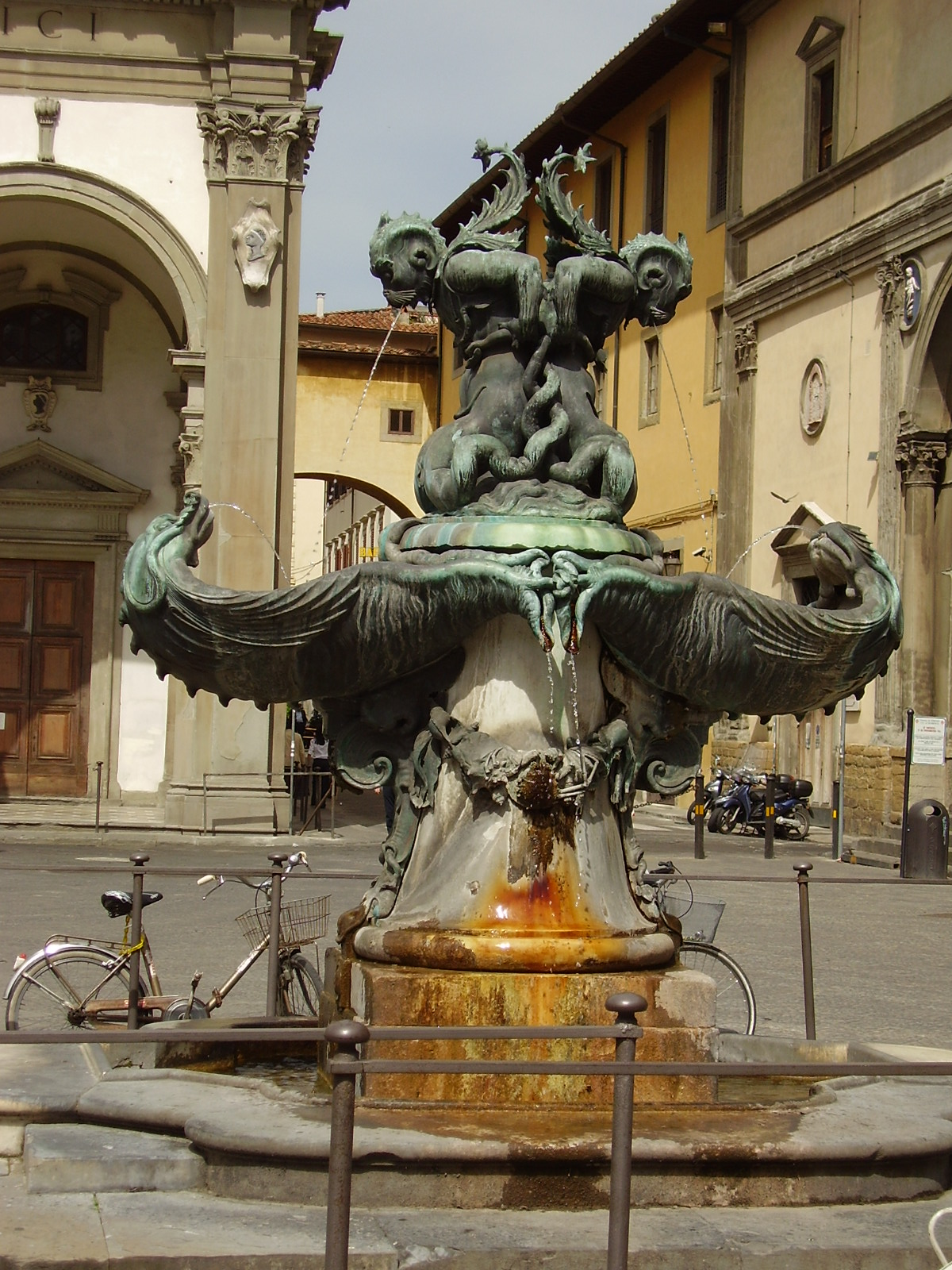
Font a la Plaça de la Santíssima Anunciada, Florència, cap al 1629.

## Tacca als museus
- Bargello, Florència: una selecció representativa dels petits bronzes d'animals fets per l'autor.
- Museo J. Paul Getty: Arxivat 2005-09-04 a Wayback Machine. Dos putti que aguanten escuts, 1650–55.
- Museu de l'Hermitage a Sant Petersburg Arxivat 2004-12-21 a Wayback Machine.: Nen tocant el corn, cap al 1620.
- Museu de Belles Arts de San Francisco: Esclau (reducció del segle xviii).
- Galeria Nacional d'Art (Washington): Alguns bronzes atribuïts a Pietro Tacca a la col·lecció Robert H. Smith (Llista de seguiment, 2002; arxiu pdf Arxivat 2005-03-04 a Wayback Machine.).
- Museu Liechtenstein, Viena: Hèrcules aguantant el món de la col·lecció de Lluís XIV. Arxivat 2007-09-28 a Wayback Machine.
- Col·lecció Frick, Nova York Arxivat 2005-03-09 a Wayback Machine.: Nessos i Deianira segons un model de Giambologna, avui atribuït a Pietro Tacca.